# ネクスト・ジェネレーション2019
ネクスト・ジェネレーション2019（英語: Next generation 2019）は、2019年10月にガーディアンが発表した2002年生まれのサッカー界の若手有望選手60人である。

## 特集選手
なお、所属は当時のものである。
| 氏名                             | 生年月日       | ポジション | 所属                               |
| -------------------------------- | -------------- | ---------- | ---------------------------------- |
| アデル・ベルカセム・ブジダ       | 2002年2月28日  | FW         | パラドゥAC                         |
| ジト・ルヴンボ                   | 2002年3月9日   | WG         | CDプリメイロ・デ・アゴスト         |
| ブルーノ・アミオネ               | 2002年1月3日   | DF         | CAベルグラーノ                     |
| マティアス・パラシオス           | 2002年5月10日  | CMF        | CAサン・ロレンソ・デ・アルマグロ   |
| アラン・ベラスコ                 | 2002年7月27日  | WG         | CAインデペンディエンテ             |
| ノア・ボティッチ                 | 2002年1月11日  | FW         | TSG1899ホッフェンハイム            |
| ジェレミー・ドク                 | 2002年5月27日  | FW         | RSCアンデルレヒト                  |
| マルコ・カナ                     | 2002年8月8日   | DF         | RSCアンデルレヒト                  |
| ヤン・コウト                     | 2002年6月3日   | RB         | コリチーバFC                       |
| ターレス・マグノ                 | 2002年6月26日  | FW         | CRヴァスコ・ダ・ガマ               |
| ヘイニエル                       | 2002年1月19日  | AMF        | CRフラメンゴ                       |
| スティーヴ・ムヴエ               | 2002年2月2日   | MF         | ASアズール・スター・ヤウンデ       |
| カミーロ・メナ                   | 2002年10月1日  | FW         | ティグレスFC                       |
| ヨシュコ・グヴァルディオール     | 2002年1月23日  | CB         | NKディナモ・ザグレブ               |
| アダム・フロジェク               | 2002年7月25日  | WG         | ACスパルタ・プラハ                 |
| モハメド・ダラミー               | 2002年1月7日   | FW         | FCコペンハーゲン                   |
| ヨハン・ミナ                     | 2002年5月15日  | FW         | CSエメレク                         |
| テイラー・ハーウッド＝ベリス     | 2002年1月30日  | CB         | マンチェスター・シティFC           |
| ユヌス・ムサ                     | 2002年11月29日 | MF         | バレンシアCF                       |
| ルシアン・アグメ                 | 2002年2月9日   | MF         | インテルナツィオナーレ・ミラノ     |
| アディル・アウシシュ             | 2002年7月15日  | MF         | パリ・サンジェルマンFC             |
| エドゥアルド・カマヴァンガ       | 2002年11月10日 | MF         | スタッド・レンヌ                   |
| タンギ・クアシ                   | 2002年6月7日   | CB         | パリ・サンジェルマンFC             |
| ジョルジニオ・リュテール         | 2002年4月20日  | FW         | スタッド・レンヌ                   |
| カリム・アデイェミ               | 2002年1月18日  | FW         | レッドブル・ザルツブルク           |
| ラザール・サマルジッチ           | 2002年2月24日  | MF         | ヘルタ・ベルリン                   |
| マリク・ティルマン               | 2002年5月28日  | AMF        | FCバイエルン・ミュンヘン           |
| ロナルド・シャニ                 | 2002年3月23日  | FW         | アトロミトスFC                     |
| ジブリール・ファンジェ・トゥーレ | 2002年11月11日 | FW         | 無所属                             |
| アンドリ・ルーカス・グジョンセン | 2002年1月29日  | CF         | レアル・マドリード                 |
| リッカルド・カラフィオーリ       | 2002年5月19日  | LB         | ASローマ                           |
| セバスティアーノ・エスポジト     | 2002年7月2日   | CF         | インテルナツィオナーレ・ミラノ     |
| マヌエル・ガスパリーニ           | 2002年5月19日  | GK         | ウディネーゼ・カルチョ             |
| 西川潤                           | 2002年2月21日  | FW         | セレッソ大阪                       |
| ルクマン・ハキム・シャムスディン | 2002年3月5日   | FW         | モクタル・ダハリ・アカデミー       |
| エフライン・アルバレス           | 2002年6月19日  | MF         | ロサンゼルス・ギャラクシー         |
| ライアン・フラーフェンベルフ     | 2002年5月16日  | MF         | アヤックス・アムステルダム         |
| モハメド・イハッターレン         | 2002年2月12日  | MF         | PSVアイントホーフェン              |
| アレッサンドロ・ブルラマキ       | 2002年2月18日  | DMF        | RCDエスパニョール                  |
| フィリップ・マルフヴィンスキ     | 2002年1月10日  | AMF        | レフ・ポズナン                     |
| トマス・エステヴェス             | 2002年4月3日   | RB         | FCポルト                           |
| ファビオ・シルヴァ               | 2002年7月19日  | CF         | FCポルト                           |
| カタリン・シルヤン               | 2002年12月1日  | AMF        | アーセナルFC                       |
| アーロン・ヒッキー               | 2002年6月10日  | CB         | ハート・オブ・ミドロシアンFC       |
| アリウ・バダラ・バルデ           | 2002年12月12日 | FW         | ディアンバースFC                   |
| フィリプ・ステヴァノヴィッチ     | 2002年9月25日  | FW         | FKパルティザン                     |
| アンス・ファティ                 | 2002年10月31日 | WG         | FCバルセロナ                       |
| パブロ・モレノ                   | 2002年5月3日   | CF         | ユヴェントスFC                     |
| ペドリ                           | 2002年11月25日 | MF         | UDラス・パルマス                   |
| ヘルマン・バレラ                 | 2002年3月16日  | WG         | アトレティコ・マドリード           |
| ティム・プリカ                   | 2002年4月23日  | FW         | マルメFF                           |
| ムヒリディン・ハサノフ           | 2002年9月23日  | GK         | パルヴォズ・ボボヨン・ガフロフ     |
| スパナット・ムエンター           | 2002年8月2日   | FW         | ブリーラム・ユナイテッドFC         |
| ムスタファ・カピ                 | 2002年8月8日   | MF         | ガラタサライ                       |
| ムハメド・エミン・サリカヤ       | 2002年1月3日   | DF         | イスタンブール・バシャクシェヒルFK |
| ジャンルカ・ブシオ               | 2002年5月28日  | MF         | スポルティング・カンザスシティ     |
| ジョヴァンニ・レイナ             | 2002年11月13日 | AMF/FW     | ボルシア・ドルトムント             |
| マティアス・アレソ               | 2002年11月21日 | FW         | リーベル・プレート                 |
| フアン・マヌエル・グティエレス   | 2002年1月4日   | FW         | ダヌービオFC                       |
| ジャスールベク・ジャロリディノフ | 2002年5月15日  | MF         | FCブニョドコル                     |

ソース: